# 六甲車站 (台灣)
六甲車站位於臺灣臺南市歸仁區六甲里，是臺灣糖業股份有限公司關廟線的鐵路車站，於1948年10月10日通車，是關廟線最初通車的7站之一。該車站為五等車站(候車站)，約在今民生南街2段與民生11街交接口附近附近，目前僅存其站牌。

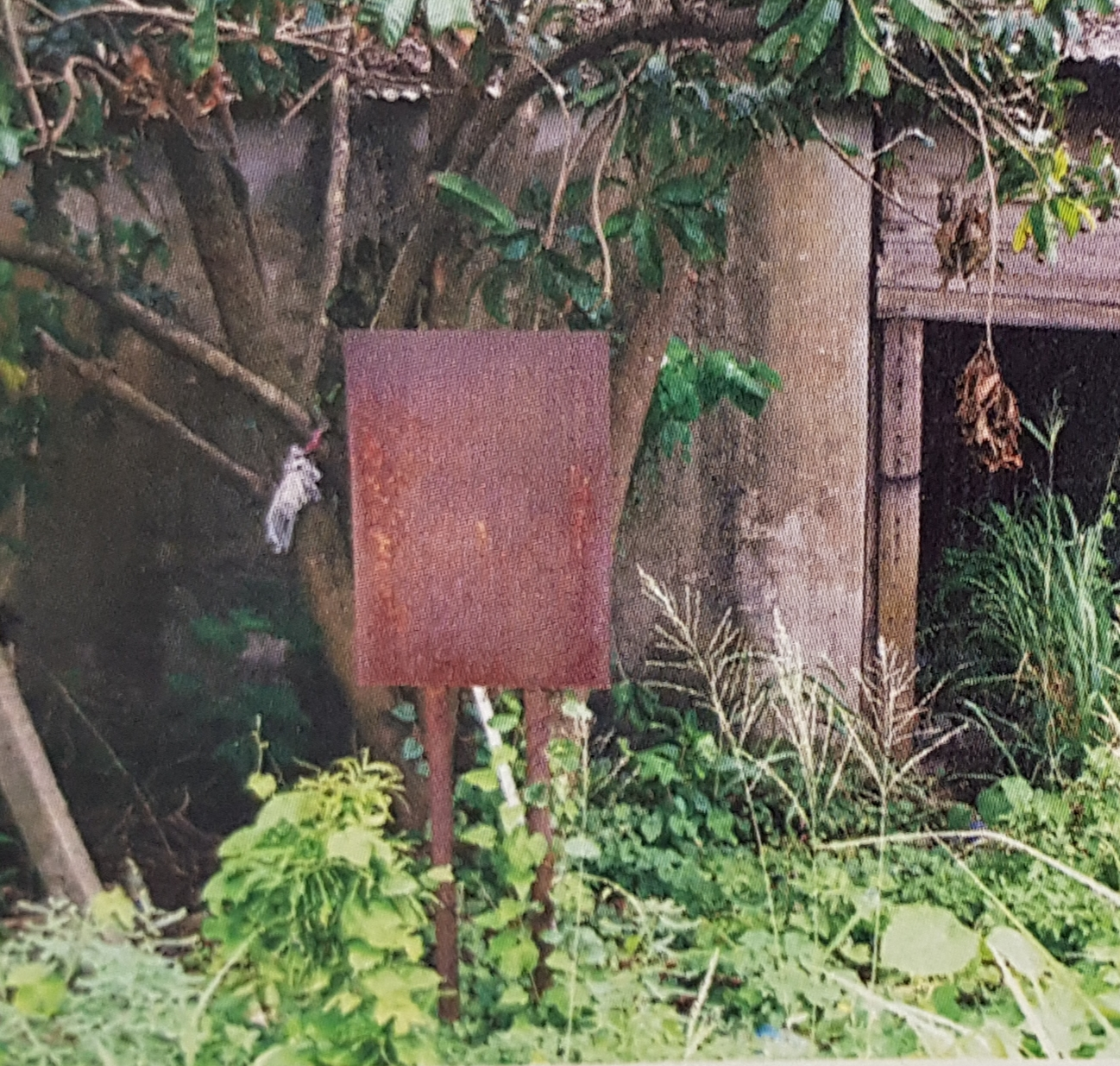
翻拍自南瀛鐵道誌第325頁